# Isotimber

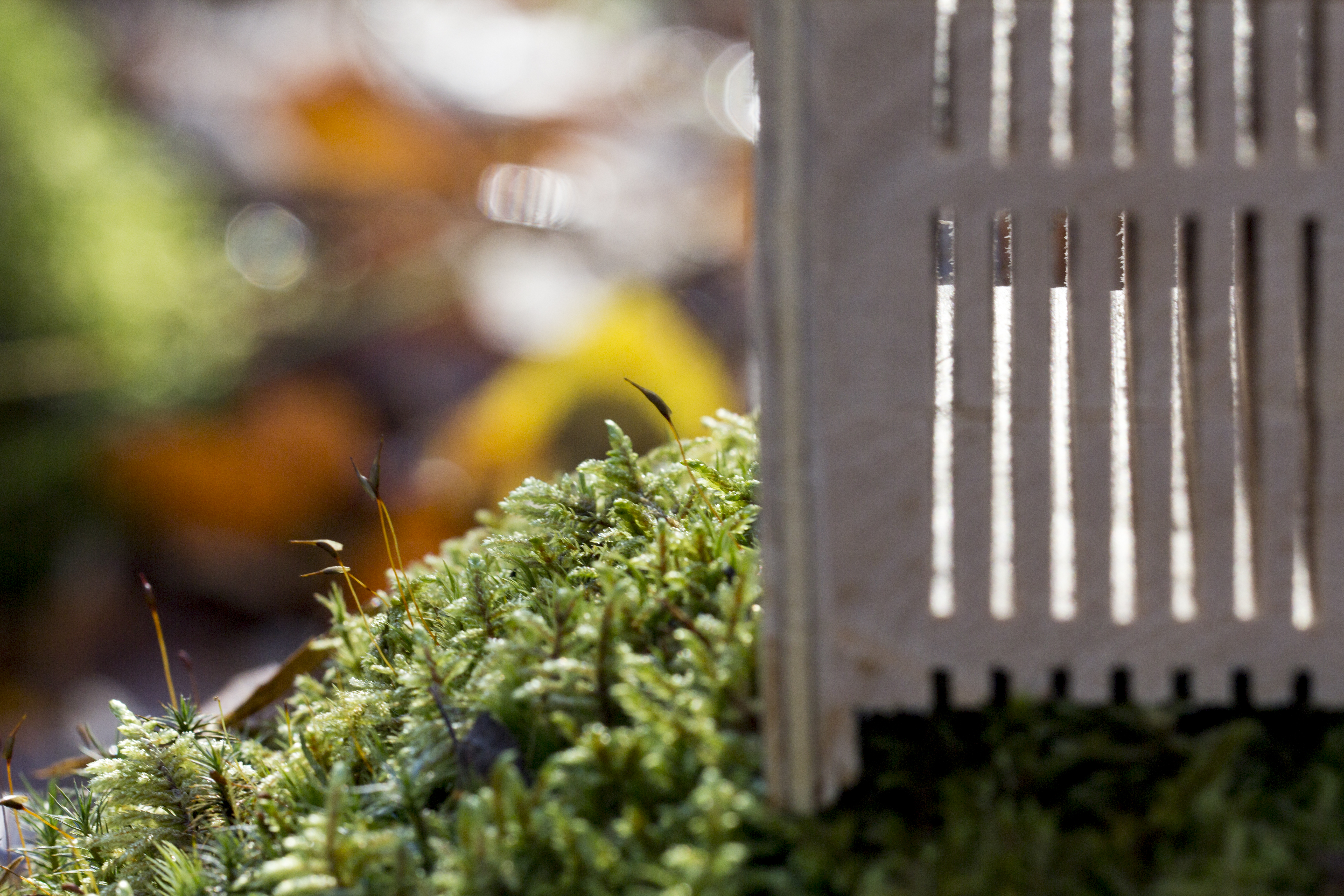
Genomskärning av IsoTimber med de isolerande luftkanalerna.

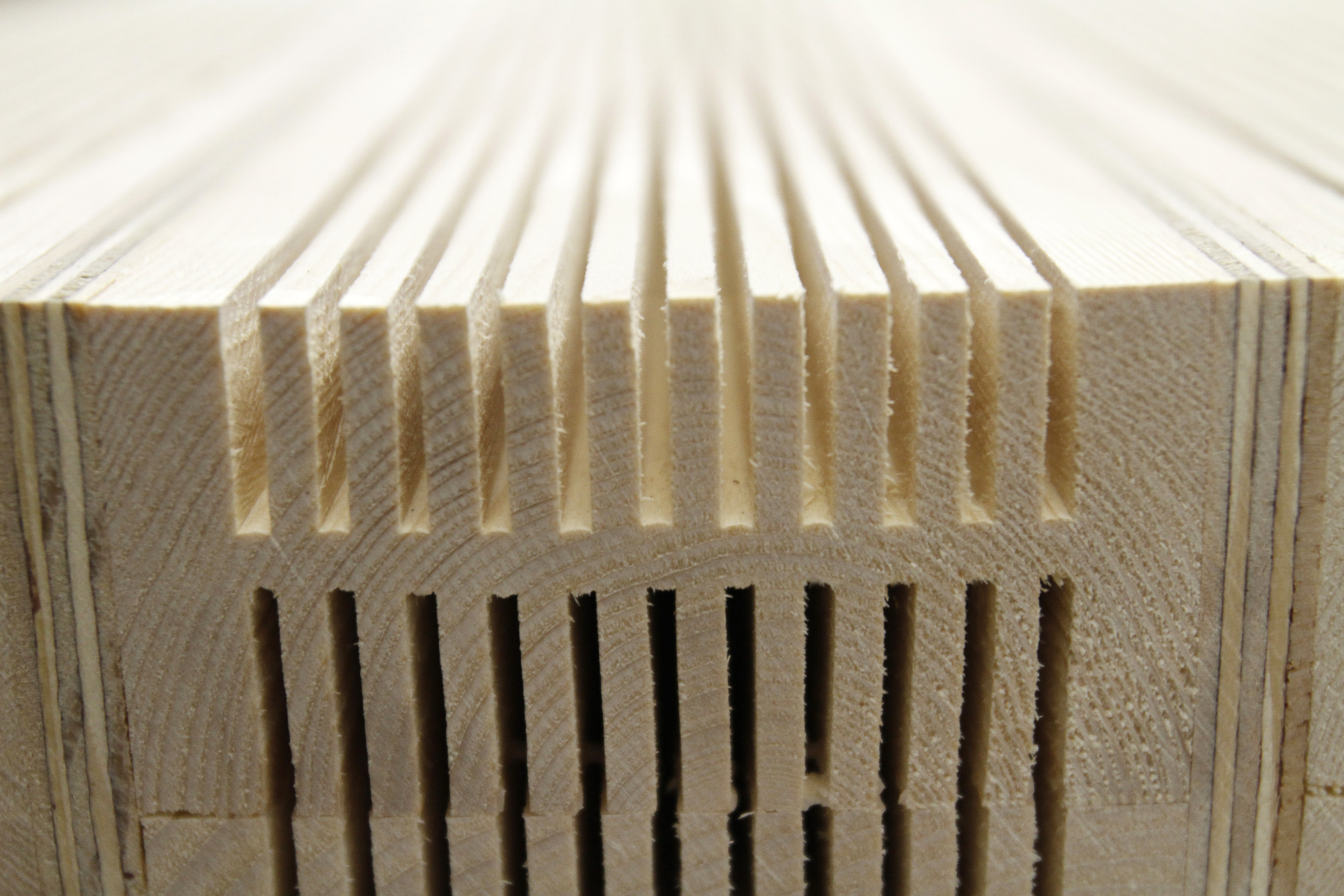
Närbild på de isolerande luftkanalerna.

Isotimber, i marknadsföring skrivet IsoTimber, är ett byggsystem av trä bestående av block med hundratals urfrästa och isolerande luftkanaler. Produkten limmas ihop med plywood på ut och insida för att uppnå bärighet och den lufttäthet som krävs. Byggsystemet används för att bygga husstommar inom byggindustrin. Hela konstruktionen är diffusionsöppen och ingen plast används vilket gör att materialet andas och balanserar fukthalten i väggarna.
Materialet kan med fördel användas i kombination med KL-trä för högre hållfasthet och bibehållna hygroskopiska och hälsomässiga egenskaper. 
Hela produktionen sker industriellt i fabrik till stora block som sedan monteras på byggarbetsplats till ett vädertätt skal.  
Isotimber är en svensk uppfinning från 2007 av Jan Mikael Östling.
Ett fritidshus i Ljungdalen byggt med Isotimber som stomme kvalificerade sig till Träpriset 2016 